# Gernot Roll
Gernot Roll (Dresde, 9 de abril de 1939 - Múnich, 12 de noviembre de 2020) fue un director de fotografía, director de cine y guionista alemán. Colaboró en varias películas con los directores Edgar Reitz y Sönke Wortmann. Fue considerado un maestro del cine literario. 

## Biografía
Roll nació en Dresde y creció en Pirna.  A los 14 años comenzó a formarse como camarógrafo y luego trabajó en los estudios DEFA en Berlín-Babelsberg. Su primera película como asistente de cámara fue la película de cuento de hadas The Singing Ringing Tree. En 1960 se fue a la Alemania Occidental para trabajar en Bavaria Film en Múnich. Filmó obras literarias como de, y series de televisión como Graf Yoster gibt sich die Ehre y Tatort.  Desde 1976, trabajó como director de fotografía independiente. 
El gran avance de Roll se produjo con la celebrada serie de televisión de 16 horas Heimat - Eine deutsche Chronik de Edgar Reitz en 1984.  Entre sus películas se encuentran Jenseits der Stille de Caroline Link y Rossini oder die mörderische Frage, wer mit wem schlief de Helmut Dietl. Trabajó con Sönke Wortmann para Der bewegte Mann, con Peter Sehr para Kaspar Hauser y con Link nuevamente para Nirgendwo in Afrika (Nowhere in Africa). También trabajó con directores como Jo Baier, Axel Corti y Peter Keglevic. 
El debut de Roll como director fue en la película Radetzkymarsch. Roll fue el director de películas, incluido el clásico infantil Der Rauber Hotzenplotz en 2006. 
Estaba casado con la productora Rita Serra-Roll; su hijo es el actor Michael Roll. 
Roll falleció el 12 de noviembre de 2020 a la edad de ochenta y un años.

## Filmografía
| Año                           | Título                           | Director          | Notas                  |
| ----------------------------- | -------------------------------- | ----------------- | ---------------------- |
| 1970                          | El último escape                 | Walter Grauman    |                        |
| 1971–72                       | Salto Mortale                    | de                | Series de Televisión   |
| 1977                          | Hora cero                        | Edgar Reitz       |                        |
| 1979                          | Los Buddenbrooks                 | Franz Peter Wirth | Series de Televisión   |
| 1980                          | Coche-siesta                     | de                |                        |
| 1980                          | Ein Stück Himmel                 | Wirth             |                        |
| 1984                          | de                               | Reitz             | Series de Televisión   |
| 1985                          | Morenga                          | Egon Günther      |                        |
| 1985                          | Mit meinen heißen Tränen         | Fritz Lehner      |                        |
| 1989                          | El jardín de rosas               | Fons Rademakers   |                        |
| mil novecientos ochenta y dos | Kleine Haie                      | Sönke Wortmann    |                        |
| 1994                          | Der bewegte Mann                 | Wortmann          |                        |
| 1996                          | Das Mädchen Rosemarie            | Bernd Eichinger   | Película de televisión |
| 1996                          | Más allá del silencio            | Caroline Link     |                        |
| 2001                          | En ninguna parte de África       | Enlace            |                        |
| 2001                          | Die Manns - Ein Jahrhundertroman | Heinrich Breloer  | Miniseries             |
| 2002                          | Festival de Jedermanns           | Lehner            |                        |
| 2005                          | Speer und Er                     | Breloer           |                        |
| 2008                          | Buddenbrooks                     | Breloer           |                        |
| 2010                          | Enrique 4                        | Jo Baier          |                        |
| 2013                          | Hogar a hogar                    | Reitz             |                        |

## Premios
- 1982, 1985, 1993, 2000 Grimme-Preis
- 1992, 1993, 2002 Deutscher Filmpreis - Mejor fotografía
- 1998 de
- Orden al Mérito de la República Federal de Alemania de 2013
- Premio honorífico de los Premios de Cine de Baviera 2014